# Rozerotte
Rozerotte est une commune française située dans le département des Vosges en région Grand Est.
Ses habitants sont appelés les Rozérois.

## Géographie

### Localisation
| Domèvre-sous-Montfort | Estrennes    | Bazoilles-et-Ménil |
| Remoncourt            | Rozerotte    | Madecourt          |
|                       | Valfroicourt | Rancourt           |

### Géologie et relief
Un affluent gauche du Madon, la Saule, traverse le village où il reçoit le Potcuit descendant d'Estrennes.

### Sismicité
Commune située dans une zone 2 de sismicité faible.

### Hydrographie et les eaux souterraines
Hydrogéologie et climatologie : Système d’information pour la gestion des eaux souterraines du bassin Rhin-Meuse :
Territoire communal : Occupation du sol (Corinne Land Cover); Cours d'eau (BD Carthage),
Géologie : Carte géologique; Coupes géologiques et techniques,
 Hydrogéologie : Masses d'eau souterraine; BD Lisa; Cartes piézométriques.

#### Réseau hydrographique
La commune est située dans le bassin versant du Rhin au sein du bassin Rhin-Meuse. Elle est drainée par la ruisseau la Saule, le ruisseau du Potcuit, le ruisseau de Braumont, le ruisseau de la Fontaine Flippe et le ruisseau la Prele,.
La ruisseau la Saule, d'une longueur totale de 14 km, prend sa source dans la commune de La Neuveville-sous-Montfort et se jette dans le Madon à Mattaincourt, après avoir traversé six communes.

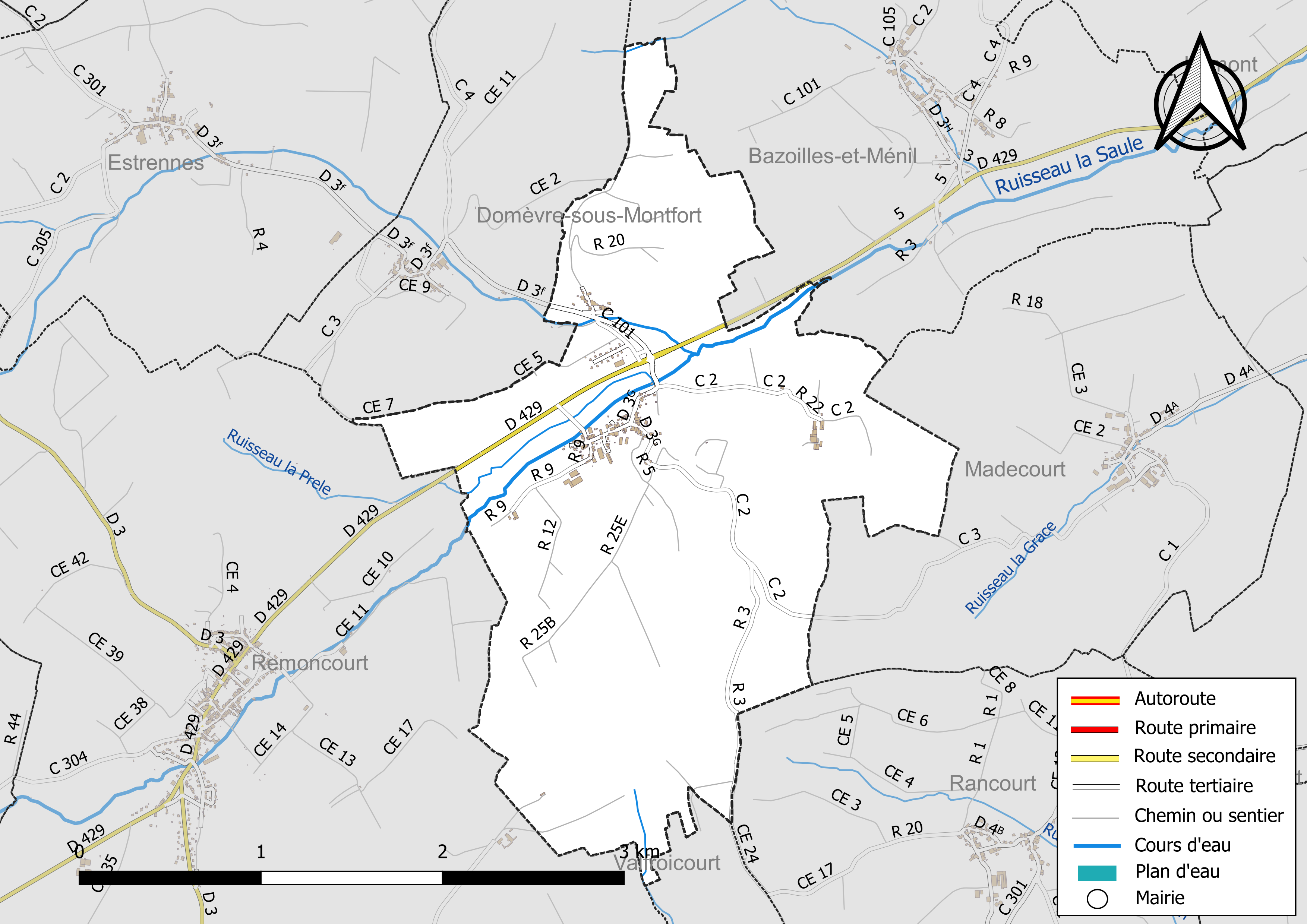
Réseaux hydrographique et routier de Rozerotte.

#### Gestion et qualité des eaux
Le territoire communal est couvert par le schéma d'aménagement et de gestion des eaux (SAGE) « Nappe des Grès du Trias Inférieur ». Ce document de planification, dont le territoire comprend le périmètre de la zone de répartition des eaux de la nappe des Grès du trias inférieur (GTI), d'une superficie de 1 497 km2,  est en cours d'élaboration. L’objectif poursuivi est de stabiliser les niveaux piézométriques de la nappe des GTI et atteindre l'équilibre entre les prélèvements et la capacité de recharge de la nappe. Il doit être cohérent avec les objectifs de qualité définis dans les SDAGE Rhin-Meuse et Rhône-Méditerranée. La structure porteuse de l'élaboration et de la mise en œuvre est le conseil départemental des Vosges.
La qualité des eaux de baignade et des cours d’eau peut être consultée sur un site dédié géré par les agences de l’eau et l’Agence française pour la biodiversité. 

### Climat
Pour des articles plus généraux, voir Climat du Grand Est et Climat des Vosges.
En 2010, le climat de la commune est de type climat des marges montargnardes, selon une étude du Centre national de la recherche scientifique s'appuyant sur une série de données couvrant la période 1971-2000. En 2020, Météo-France publie une typologie des climats de la France métropolitaine dans laquelle la commune est dans une zone de transition entre le climat océanique altéré et le climat océanique altéré et est dans la région climatique  Lorraine, plateau de Langres, Morvan, caractérisée par un hiver rude (1,5 °C), des vents modérés et des brouillards fréquents en automne et hiver. 
Pour la période 1971-2000, la température annuelle moyenne est de 9,8 °C, avec une amplitude thermique annuelle de 16,8 °C. Le cumul annuel moyen de précipitations est de 923 mm, avec 12,5 jours de précipitations en janvier et 9,8 jours en juillet. Pour la période 1991-2020, la température moyenne annuelle observée sur la station météorologique de Météo-France la plus proche, « Mirecourt-inra », sur la commune de Mirecourt à 7 km à vol d'oiseau, est de 10,4 °C et le cumul annuel moyen de précipitations est de 824,3 mm. 
La température maximale relevée sur cette station est de 39,5 °C, atteinte le 25 juillet 2019 ; la température minimale est de −19,5 °C, atteinte le 20 décembre 2009,,. 
Les paramètres climatiques de la commune ont été estimés pour le milieu du siècle (2041-2070) selon différents scénarios d'émission de gaz à effet de serre à partir des nouvelles projections climatiques de référence DRIAS-2020. Ils sont consultables sur un site dédié publié par Météo-France en novembre 2022.

## Urbanisme

### Typologie
Au 1er janvier 2024, Rozerotte est catégorisée commune rurale à habitat dispersé, selon la nouvelle grille communale de densité à sept niveaux définie par l'Insee en 2022.
Elle est située hors unité urbaine. Par ailleurs la commune fait partie de l'aire d'attraction de Vittel - Contrexéville, dont elle est une commune de la couronne,. Cette aire, qui regroupe 72 communes, est catégorisée dans les aires de moins de 50 000 habitants,.

### Occupation des sols
L'occupation des sols de la commune, telle qu'elle ressort de la base de données européenne d’occupation biophysique des sols Corine Land Cover (CLC), est marquée par l'importance des territoires agricoles (75,6 % en 2018), une proportion identique à celle de 1990 (75,6 %). La répartition détaillée en 2018 est la suivante : 
prairies (31,3 %), zones agricoles hétérogènes (25,6 %), forêts (24,4 %), terres arables (18,6 %). L'évolution de l’occupation des sols de la commune et de ses infrastructures peut être observée sur les différentes représentations cartographiques du territoire : la carte de Cassini (XVIIIe siècle), la carte d'état-major (1820-1866) et les cartes ou photos aériennes de l'IGN pour la période actuelle (1950 à aujourd'hui).

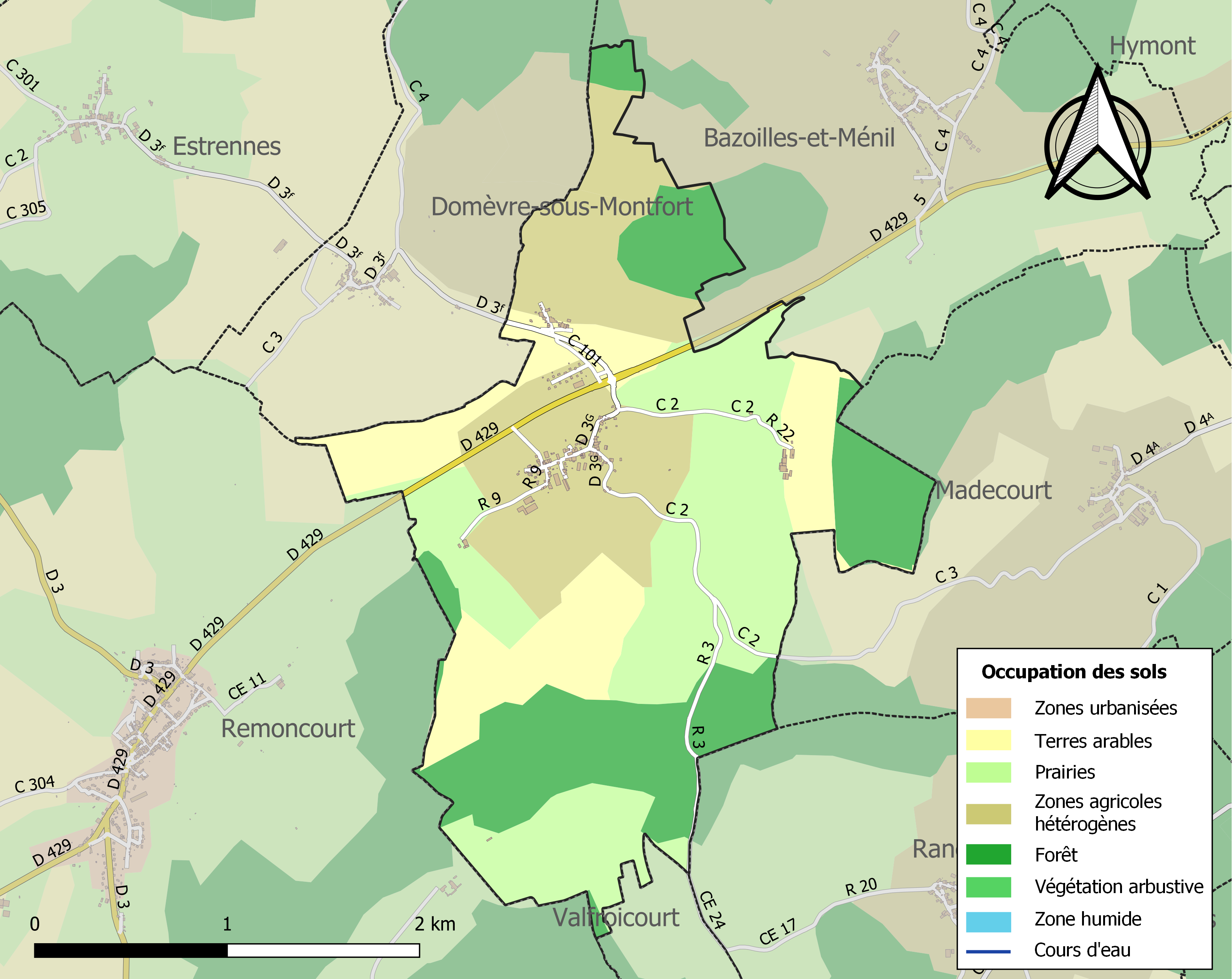
Carte des infrastructures et de l'occupation des sols de la commune en 2018 (CLC).

### Voies de communications et transports

#### Voies routières
- Autoroute A31 : Échangeurs Bulgnéville, Châtenois.

#### Transports en commun

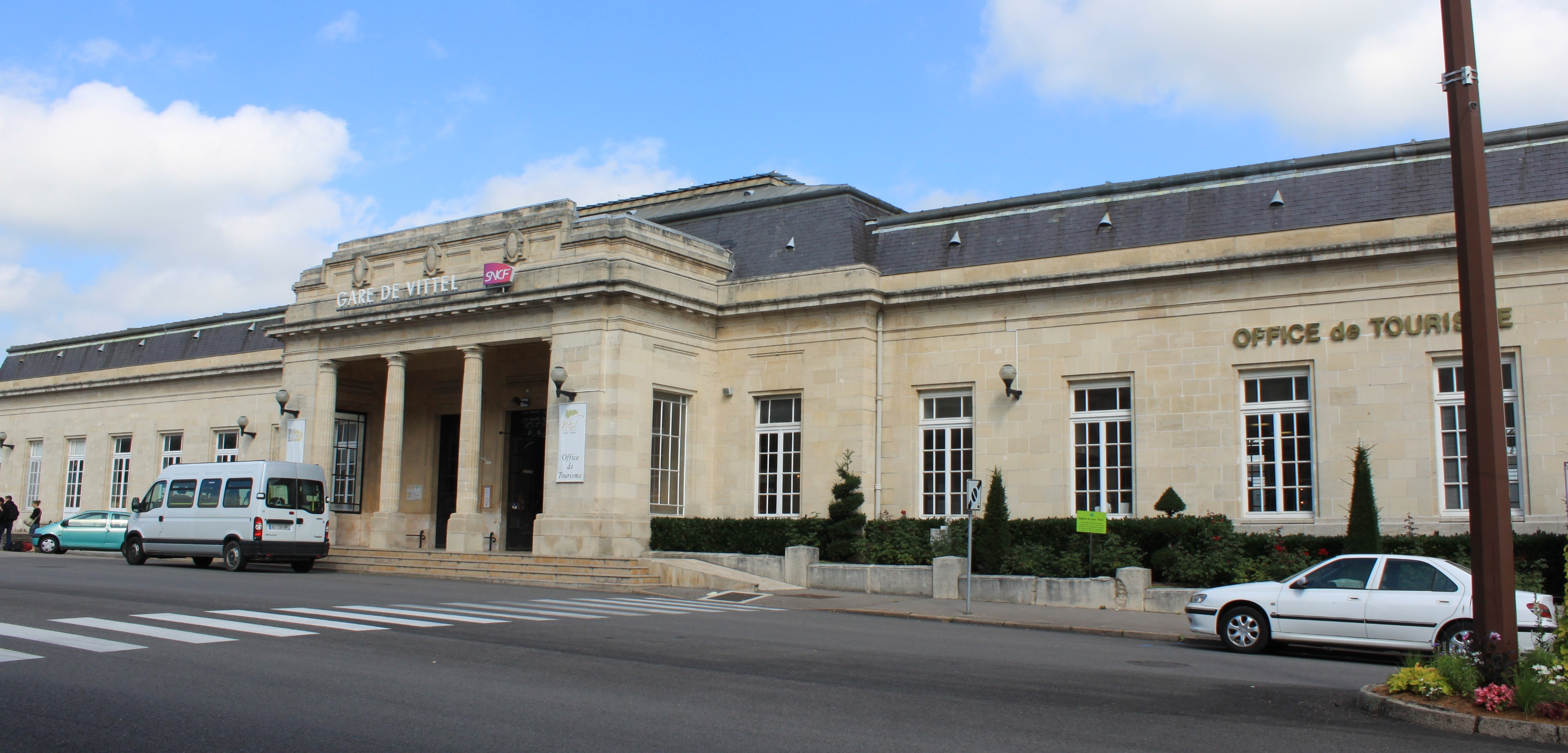
Gare de Vittel.

- Fluo Grand Est.

#### Lignes SNCF
- Gare de Contrexéville
- Gare de Vittel
- Gare de Neufchâteau

## Toponymie
Le nom de la localité est attesté sous les formes « Rozieres au ban de Remoncourt » (1318) ; Rouzieret (XIVe siècle) ; Rouzerette (1511) ; Mazerotte (1568) ; Rozerotte (1582) ; Roserotte (1618) ; Rogerotte (1628) ; Roserota (1768) ; Rozerottes (1790) ; Rauserottes (an X).

De l,oil rosière « terrain couvert de roseaux » et les suffixes diminutifs -et, puis -ette, puis -otte, une « petite rose » pour Paul Marichal. L'histoire attribuerait l'origine du nom Rozerotte à une dénomination germanique qui signifie « rose rouge », de l'époque où les peuples d'outre Rhin envahirent la Gaule.

## Histoire
La carte archéologique signale des tumuli et le fait que la commune est traversée par la voie romaine Langres-Strasbourg, passant par les lieux dits Les Corrottes et le Bois des Baumes.
En 1635, le village fut presque entièrement détruits par les suédois.
L'église de Rozerotte est, jusqu’en 1779, une annexe de celle de Bazoilles, et le redevient en 1793, jusqu’à l’érection de la chapelle en 1820. L’église Saint-Roch a été reconstruite en 1856, en conservant la tour et remployant les matériaux, selon les plans des architectes Grijolot et Sartori.

## Politique et administration
| Période                                  | Période                       | Identité                    | Étiquette | Qualité |
| ---------------------------------------- | ----------------------------- | --------------------------- | --------- | ------- |
| Les données manquantes sont à compléter. |                               |                             |           |         |
| 1965                                     | juin 1995                     | Serge Richardot (1926-2017) | DVD       |         |
| juin 1995                                | mars 2001                     | Jean-Claude Sellier         |           |         |
| mars 2001                                | En cours (au 18 février 2015) | Claude Valdenaire           |           |         |

### Budget et fiscalité 2022

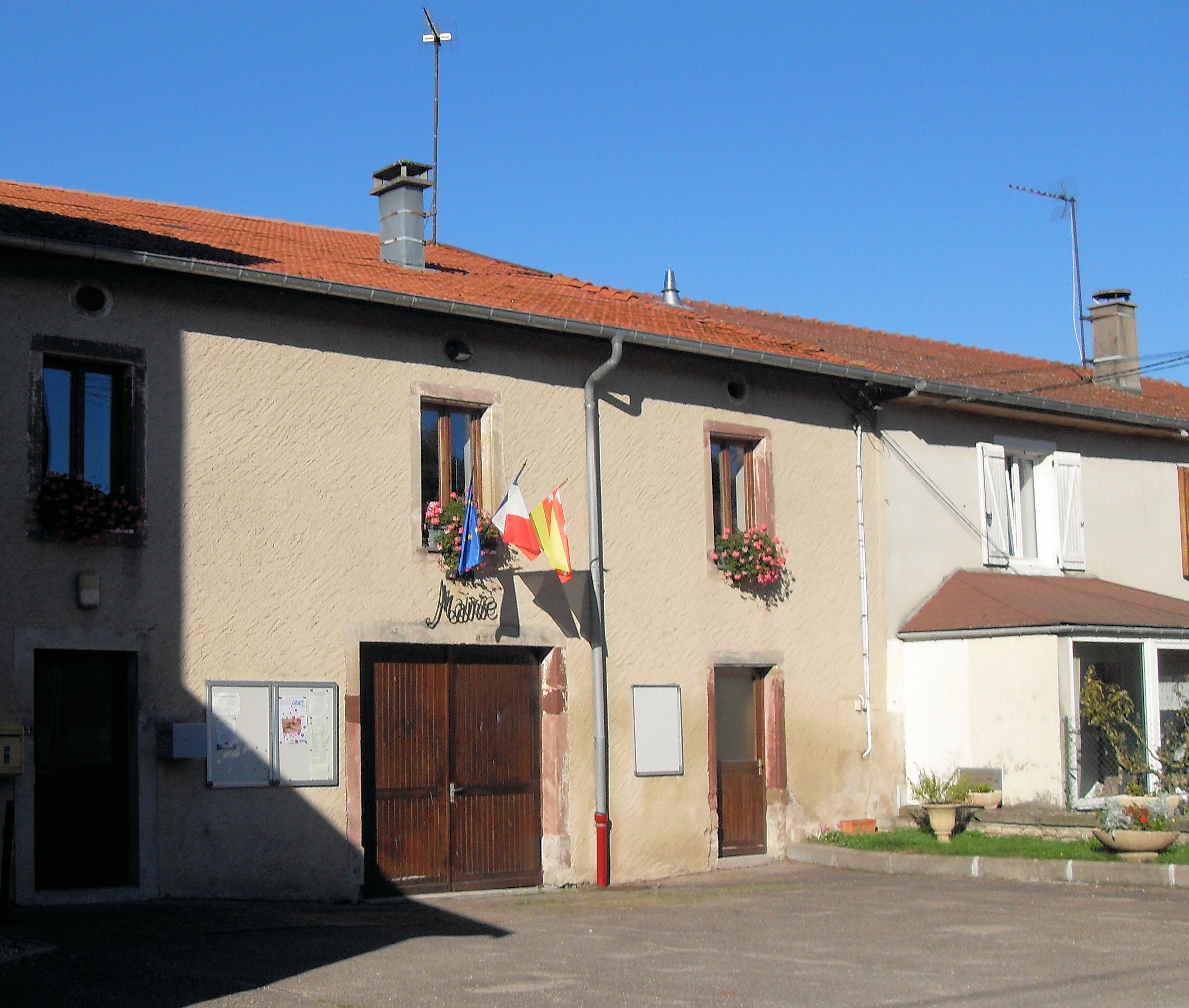
La mairie.

En 2022, le budget de la commune était constitué ainsi :
- total des produits de fonctionnement : 308 000 €, soit 1 604 € par habitant ;
- total des charges de fonctionnement : 169 000 €, soit 883 € par habitant ;
- total des ressources d'investissement : 114 000 €, soit 591 € par habitant ;
- total des emplois d'investissement : 97 000 €, soit 503 € par habitant ;
- endettement : 510 000 €, soit 2 656 € par habitant.

Avec les taux de fiscalité suivants :
- taxe d'habitation : 26,46 % ;
- taxe foncière sur les propriétés bâties : 44,64 % ;
- taxe foncière sur les propriétés non bâties : 35,30 % ;
- taxe additionnelle à la taxe foncière sur les propriétés non bâties : 38,75 % ;
- cotisation foncière des entreprises : 18,43 %.

Chiffres clés Revenus et pauvreté des ménages en 2021 : médiane en 2021 du revenu disponible, par unité de consommation : 21 890 €.

## Économie

### Entreprises et commerces

#### Agriculture
- Culture et élevage associés.
- Élevage de vaches laitières.
- Élevage d'ovins et de caprins.
- Élevage de porcins.

#### Tourisme
- Hébergements et restauration à Mirecourt, Rouvres-en-Xaintoix, Dombasle-devant-Darney, Contrexéville.

#### Commerces
- Commerces et services de proximité.

## Population et société

### Démographie

#### Évolution démographique
L'évolution du nombre d'habitants est connue à travers les recensements de la population effectués dans la commune depuis 1793. Pour les communes de moins de 10 000 habitants, une enquête de recensement portant sur toute la population est réalisée tous les cinq ans, les populations de référence des années intermédiaires étant quant à elles estimées par interpolation ou extrapolation. Pour la commune, le premier recensement exhaustif entrant dans le cadre du nouveau dispositif a été réalisé en 2007.

En 2022, la commune comptait 185 habitants, en évolution de −4,15 % par rapport à 2016 (Vosges : −2,96 %, France hors Mayotte : +2,11 %).
| 1793 | 1800 | 1806 | 1821 | 1831 | 1836 | 1841 | 1846 | 1856 |
| ---- | ---- | ---- | ---- | ---- | ---- | ---- | ---- | ---- |
| 262  | 273  | 300  | 294  | 307  | 308  | 388  | 396  | 360  |

| 1861 | 1866 | 1876 | 1881 | 1886 | 1891 | 1896 | 1901 | 1906 |
| ---- | ---- | ---- | ---- | ---- | ---- | ---- | ---- | ---- |
| 371  | 357  | 334  | 334  | 297  | 290  | 272  | 276  | 256  |

| 1911 | 1921 | 1926 | 1931 | 1936 | 1946 | 1954 | 1962 | 1968 |
| ---- | ---- | ---- | ---- | ---- | ---- | ---- | ---- | ---- |
| 246  | 224  | 219  | 214  | 206  | 193  | 192  | 206  | 190  |

| 1975 | 1982 | 1990 | 1999 | 2006 | 2007 | 2012 | 2017 | 2022 |
| ---- | ---- | ---- | ---- | ---- | ---- | ---- | ---- | ---- |
| 173  | 230  | 217  | 185  | 196  | 197  | 196  | 192  | 185  |

### Enseignement
Établissements d'enseignements :
- Écoles maternelles et primaires à Remoncourt, Hymont, Bainville-aux-Saules, Mattaincourt, Haréville, Begnécourt.
- Collèges à Mirecourt, Dompaire, Vittel, Mandres-sur-Vair, Contrexéville.
- Lycées à Mirecourt, Mandres-sur-Vair, Contrexéville, Harol.

### Santé
Professionnels et établissements de santé :
- Médecins à Remoncourt, Mattaincourt, Mirecourt, Dompaire, Vittel.
- Pharmacies à Remoncourt, Mirecourt, Dompaire, Vittel.
- Hôpitaux à Mattaincourt, Mirecourt, Vittel, Ville-sur-Illon.

### Cultes
- Culte catholique, Paroisses de la Vallée de Haute Moselle[30], Diocèse de Saint-Dié.

## Lieux et monuments
- L'église Saint-Roc reconstruite en 1856 dans un Style néogothique.

Patrimoine mobilier :
* Groupe sculpté Vierge de Pitié.
* Tableau Saint Roch.
* Statue de confrérie et son brancard de procession : Saint Roch.
* Statue Vierge à l'Enfant.
* Statue : Sainte Barbe.
* Statue : Saint évêque, dit saint Rémy.
* Statue : Saint évêque.
* Statue Sainte femme.
* Groupe sculpté Saint Roch et ange.
* Tableau : Assomption de la Vierge.
* Les cloches de l'église.
- Monument aux morts[42].
- Patrimoine architectural rural recensé par le service régional de l'Inventaire général du patrimoine culturel[43],[44].
- Fontaine-lavoir école de filles[45].
- Espaces naturels : 1 espace protégé hors Natura 2000[46] et 3 Znieff[47].

## Personnalités liées à la commune

### Le légendaire Jean des Baumes
Ce chevalier du XIIe siècle, féru de chasse, aurait été damné pour avoir assouvi sa passion le jour du Seigneur. Il a donné son nom à une forêt de Rozerotte, le bois des Baumes.

## Pour approfondir